# اورا تورنتو
اورا تورنتو (انگلیسی: Aura) ساختمان مسکونی تجاری ۷۹ طبقه مستقر در خیابان یانگ، تورنتو، انتاریو است، که در سال ۲۰۱۴ احداث گردید.